# 公の施設
公の施設（おおやけのしせつ）とは、普通地方公共団体が、住民の福祉を増進する目的をもってその利用に供するために設ける施設をいう（地方自治法第244条第1項）。施設の行政的側面であり、財産的側面の公有財産と区別される。
具体的な例としては、都道府県又は市町村立の道路、公営住宅、学校、水道等が掲げられる。
地方自治法は、以下で条数のみ記載する。

## 概要
1963年（昭和38年）の法改正により、それまで地方自治法第9章第9節「財産」にあったものを第10章「公の施設」として独立させた。具体的にどの施設が「公の施設」に該当するかどうかは個別の判断になるが、第244条の条文の語句から、「公の施設」に該当するには以下の要件を満たすことが必要となる。
住民の利用に供するための施設であること
住民の利用に供することを目的としないもの（純然たる試験研究所や庁舎など）は公の施設ではないとされる。
当該普通地方公共団体の住民の利用に供するための施設であること
公の施設の利用を供されるべき住民は、原則として当該施設を設置する普通地方公共団体の住民である必要がある。
住民の福祉を増進する目的をもって住民の利用に供するための施設であること
公の施設における住民の利用に供する目的は、直接住民の福祉を増進するためであって、利用そのものが福祉の増進となるものでなければならないとされる。したがって、普通地方公共団体の収益事業のための施設（競輪場や競馬場など）は住民の利用に供しても公の施設ではないとされる。
普通地方公共団体が設ける施設であること
公の施設は物的施設を中心とする概念であり、人的側面は必ずしもその要素ではないとされる。
普通地方公共団体が設けるものであること
国その他普通地方公共団体以外の公共団体が設置するものは公の施設ではない。
なお、特別地方公共団体のうち、特別区、地方公共団体の組合及び財産区については、公の施設に関する規定が準用されている（283条第1項、292条、294条第1項）。
また、合併特例区についても同様である（市町村の合併の特例等に関する法律第5条の30第2項）。
- 使用料（225条）
- 督促、滞納処分等（第231条の3）

## 公の施設の管理
公の施設の管理については当該施設を設置した地方公共団体において行うのが原則であるが、一定の場合については管理の委託を行うことができるものとされている。
公の施設の管理受託ができる団体として、当初は公共団体と公共的団体に限定されていたが、1991年（平成3年）の法改正により、一定の条件を満たした第三セクターにも管理を委託することができるようになった。さらに2003年（平成15年）の法改正により、「法人その他の団体」に委ねることが可能となり、団体であれば法人の資格の有無に関係なく、民間事業者から市民団体等まで委託できるようになった。

## 公の施設の区域外設置
普通地方公共団体は、地域をその構成要素の1つとしていることから、公の施設の設置についてもその区域内に限られるのが原則であるが、例外として、関係普通地方公共団体との協議により、その区域外に公の施設を設けることができるとされている。また住民の側も自己の属しない地方公共団体の公の施設を当然に利用する権利があるわけではないが、公の施設のなかには設置した地方公共団体の住民に限らず、広く他の地方公共団体の住民の利用に供したとしても、必ずしも当該施設の設置目的に反するものではなく、その維持・運営上からも適当なことが少なくない。そこで、他の地方公共団体の公の施設を自己の住民の利用に供させることができる旨を定めている。
具体例
- 東京都立八柱霊園 - 千葉県松戸市に所在。
- 盛岡市立月が丘小学校 - 岩手県滝沢市に所在。

## 不服申立て
行政不服審査法の施行に伴う地方自治法の改正により、異議申立てを経た上での審査請求等の規定を廃止し、普通地方公共団体の長に対する審査請求に一本化された。

## 脚註
1. ↑  公の施設と公物管理に関する研究(中間報告－その２)
2. ↑  「指定管理者制度」において知っておくべきポイント